# Thesium chinense
Thesium chinense là một loài thực vật có hoa trong họ Santalaceae. Loài này được Turcz. miêu tả khoa học đầu tiên năm 1837.

## Hình ảnh

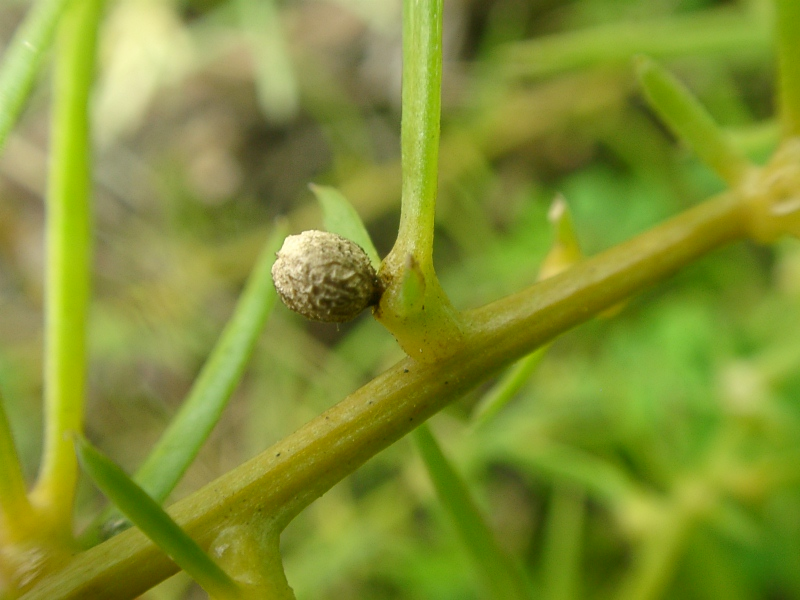
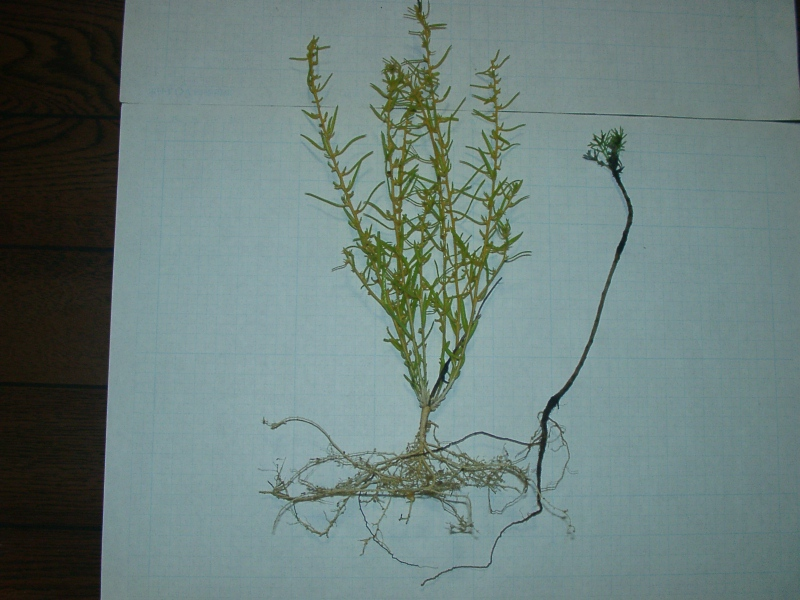
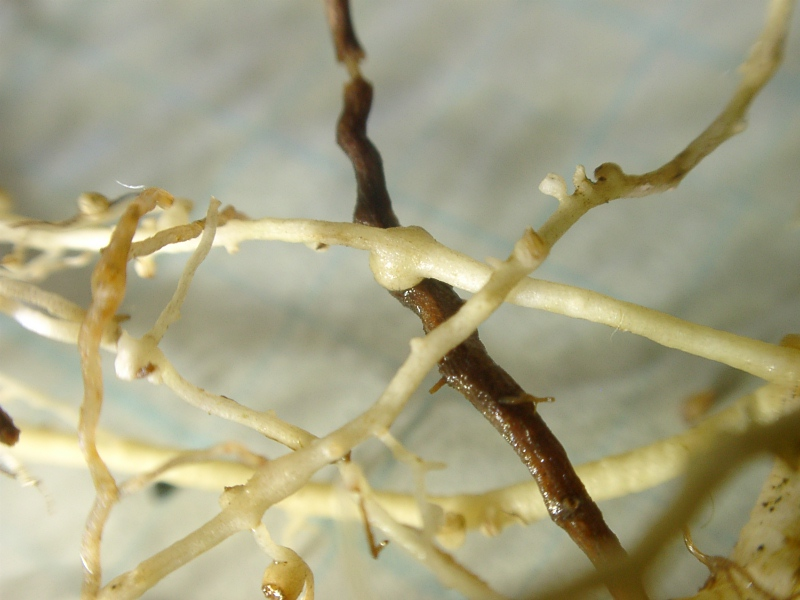
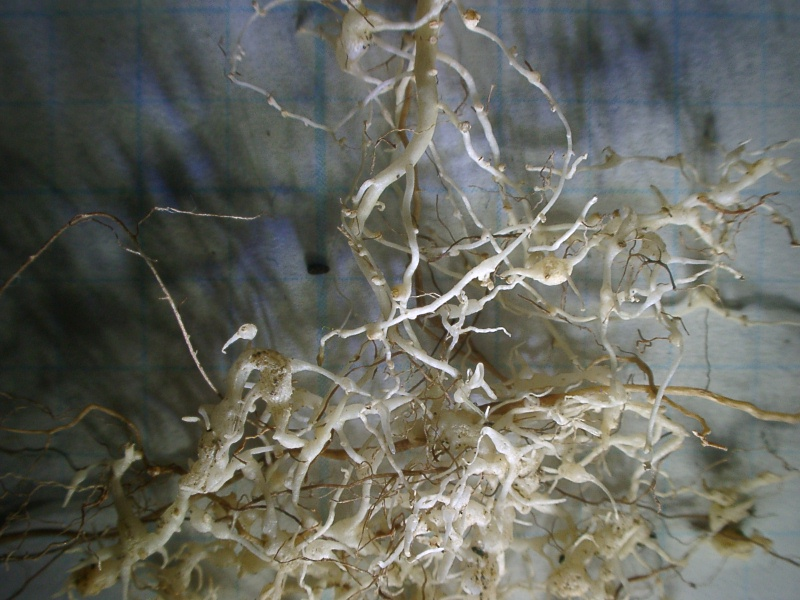